# Batrisodes tulareanus
Batrisodes tulareanus är en skalbaggsart som beskrevs av Thomas Casey 1908. Batrisodes tulareanus ingår i släktet Batrisodes och familjen kortvingar. Inga underarter finns listade i Catalogue of Life.